# Molinaseca
Molinaseca är en ort och kommun i provinsen León i den autonoma regionen Kastilien och León i nordvästra Spanien. Orten ligger cirka 78,5 kilometer väster om León. Kommunen har 872 invånare (2024), på en yta av 79,63 km².
I början av 1600-talet (1605), fanns det järngruvor i närheten av samhället.